# Jakob Schubert
Jakob Schubert (Innsbruck, 31 de dezembro de 1990) é um escalador austríaco.
Além da escalada competitiva, Schubert é o primeiro escalador do mundo a ter escalado em redpoint uma via de escalada esportiva com classificação 9c (5.15d) e um problema de boulder com classificação 9A (V17).

## Carreira
Schubert começou a escalar em 2003, quando tinha 12 anos. Ele é bicampeão mundial na categoria primeiro de cordada, com vitória em 2012 e 2018. Nos Jogos Olímpicos de Verão de 2020 em Tóquio, conquistou a medalha de bronze na prova combinado masculino.
Schubert venceu o evento principal no Campeonato Mundial de Escalada IFSC de 2023, tornando-se o campeão mundial mais velho do esporte. Ele seguiu vencendo o evento combinado, o que o qualificou para competir no evento combinado nas Olimpíadas de Verão de 2024 em Paris. Nos Jogos de 2024, ele repetiu a mesma performance na edição anterior e conquistou a medalha de bronze novamente.